# Жозе Аугусто Брандао
Жозе Аугусто Брандао (порт. José Augusto Brandão, 1 січня 1910, Таубате — 20 липня 1989, там само) — бразильський футболіст, що грав на позиції півзахисника, зокрема, за клуб «Корінтіанс», а також національну збірну Бразилії.
Чотириразовий переможець Ліги Пауліста. 

## Клубна кар'єра
У футболі дебютував 1931 року виступами за команду «Жувентус» (Сан-Паулу), в якій провів один сезон. 
Протягом 1933—1934 років захищав кольори клубу «Португеза Деспортос».
1935 року перейшов до клубу «Корінтіанс», за який відіграв 11 сезонів.  Більшість часу, проведеного у складі «Корінтіанс», був основним гравцем команди. Завершив професійну кар'єру футболіста виступами за команду «Корінтіанс» у 1946 році.

## Виступи за збірну
1936 року дебютував в офіційних матчах у складі національної збірної Бразилії. Протягом кар'єри у національній команді, яка тривала 7 років, провів у її формі 16 матчів.
У складі збірної був учасником Чемпіонату Південної Америки 1937 року в Аргентині, де разом з командою здобув «срібло», Чемпіонату Південної Америки 1942 року в Уругваї, на якому команда здобула бронзові нагороди.
Учасник чемпіонату світу 1938 року у Франції, де зіграв проти Чехословаччини (2-1) і Швеції (4-2), а команда здобула бронзові нагороди.
Помер 20 липня 1989 року на 80-му році життя у місті Таубате.

## Титули і досягнення
- Переможець Ліги Пауліста (4):

«Корінтіанс»: 1937, 1938, 1939, 1941
- Бронзовий призер чемпіонату світу: 1938
- Срібний призер Чемпіонату Південної Америки: 1937
- Бронзовий призер Чемпіонату Південної Америки: 1942